# 이와모토 나오
이와모토 나오(岩本ナオ, 1월 10일 - )는 일본의 만화가이다. 오카야마현 출신이다.

## 경력
2004년《그 여자친구의 존재(その彼女の存在)》로 제10회 월간 flowers 코믹 오디션 금꽃상(金の花賞)을 수상,《월간 flowers》（쇼가쿠칸）2004년 5월호에 게재되어 데뷔했다. 이후 flowers나 《린카》(쇼가쿠칸)에서 작품을 발표했다. 2007년부터《월간flowers》에서《동네에서 소문난 텐구의 아이》를 연재하게 되어 제55회(2009년도) 쇼가쿠칸 만화상 소녀만화 부문을 수상했다.

## 작풍
"자신이 자라난 지역을 무대로 한 작품밖에 그리지 못한다."・"연재하면서 자신이 모르는 지역을 장기간 무대로 하는 것은 긴장된다."라고 공언하고 있으며 시골을 무대로 한 작품이 많다.《Yesterday, Yes a day》에 등장하는 집은 자신의 본가를 모델로 했다.

## 작품 목록
- 스켈레톤 인 더 클로젯
- Yesterday, Yes a day
- 동네에서 소문난 텐구의 아이
- 아메나시 면사무소 산업과 겸 관광담당
- 금의 나라, 물의 나라
- 마로니에 왕국의 7인의 기사